# モリシゲ
モリシゲ（株式会社森繁）は、香川県高松市に本社を置く日本の家具メーカー。

## 概要
家具の製造および販売（卸売）を行う会社である。香川県内においては小売販売も行っている。古くは漆工芸品（高松漆器）の工房であった。現在も伝統工芸品の技術を継承しており、漆塗りの技術を生かした和洋家具に強みを持っているのが特色である。高松、東京、大阪、福岡にショールームを置いている。

## 主な製品
- 漆塗り和洋家具（座卓・箪笥・キャビネットなど）
- ソファー
- ダイニングチェアー
- テーブル
- キャビネット
- 書斎用家具
- 寝室用家具

など